# Saint-Bauzély
Saint-Bauzély – miejscowość i gmina we Francji, w regionie Oksytania, w departamencie Gard.
Według danych na rok 1990 gminę zamieszkiwało 331 osób, a gęstość zaludnienia wynosiła 66 osób/km² (wśród 1545 gmin Langwedocji-Roussillon Saint-Bauzély plasuje się na 608. miejscu pod względem liczby ludności, natomiast pod względem powierzchni na miejscu 1011.).